# Pollaredrag

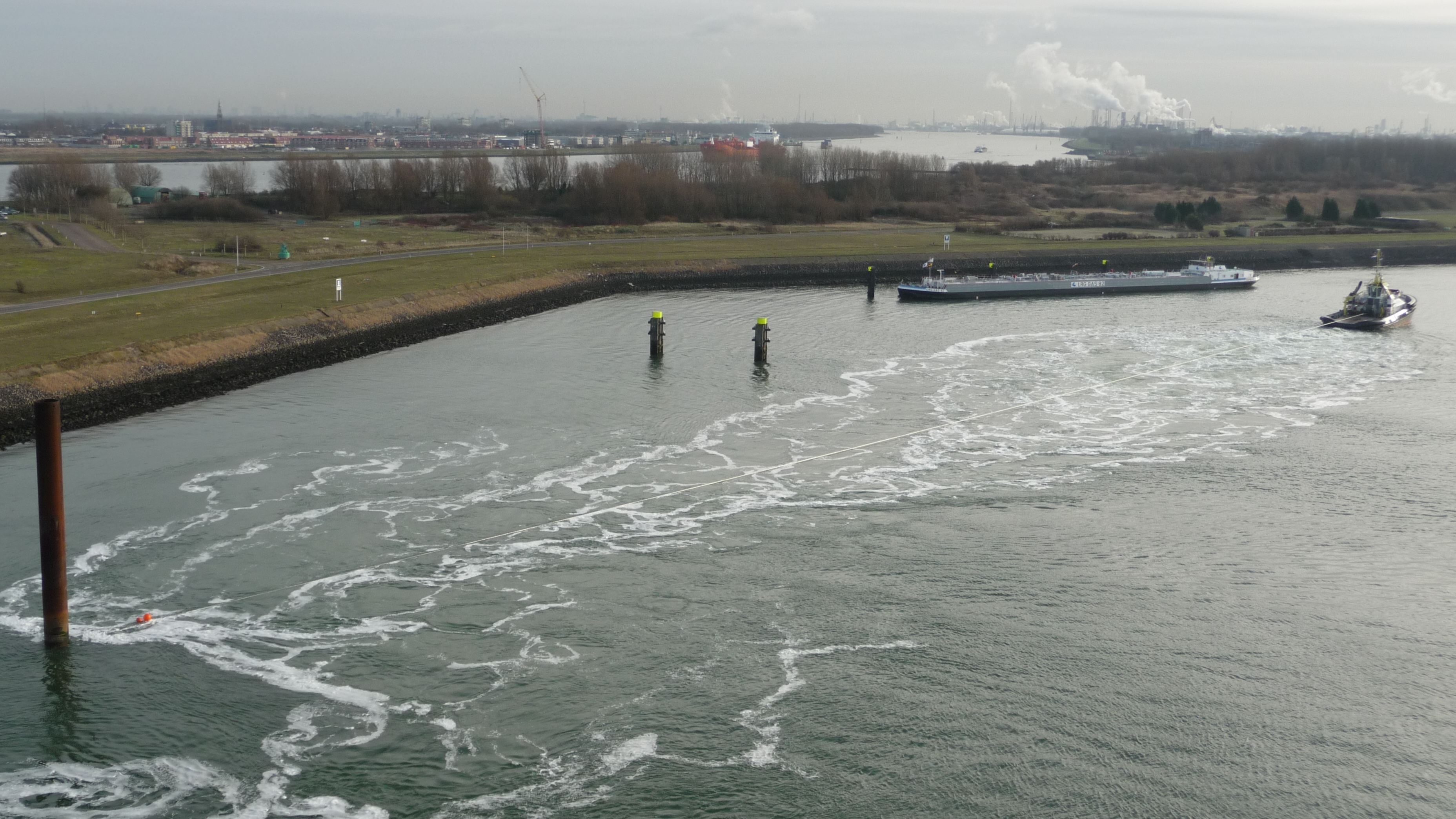
Bogserbåt vid mätning av pollaredrag i Calandkanalen i Nederländerna

Test av pollaredrag under ideala förhållanden

Test av pollaredrag under verkliga förhållanden

Pollaredrag är en term som används för att mäta dragförmåga för en båt.
Pollaredrag är ett fartygs maximala dragkraft vid hastigheten noll, när motorn går med full fart. Pollaredrag är det mest förekommande måttet för fartygsbogserares prestanda. Dessa har propellrarna optimerade för största möjliga dragkraft vid en hastighet nära noll. Fartyg som erfordrar högt pollaredrag kan utrustas med en dysa, som ökar dragkraften med upp till 20–40 % jämfört med friliggande propellrar. 
Vid mätning av pollaredrag ansluts draganordningen på ett fartyg till en pollare, varefter pollarekraften som uppstår indikeras av en dynamometer. 
När pollaredrag mäts, ska vattendjupet vara stort nog och ström- och vindhastigheter får inte vara för höga. Fartyget får inte vara för nära kaj och rodervinkeln ska vara nära noll grader.
Begreppet pollaredrag motsvaras beträffande landfordon av begreppet "dragkopplingsdrag" (drawbar pull), som används beträffande lokomotiv, traktorer och andra dragfordon för att mäta deras förmåga att dra släp.

## Använda måttenheter
Använda måttenheter för dragkraft är kilonewton (SI-enhet) eller massaenheten metriskt ton.